# Иванов, Леонид Петрович
Леонид Петрович Иванов (1921—1970) — Герой Советского Союза, командир эскадрильи 193-го отдельного гвардейского разведывательного авиационного полка 2-й воздушной армии 1-го Украинского фронта, гвардии капитан.

## Биография
Родился 31 августа 1921 года в селе Старая Таяба Челно-Вершинского района Самарской области в семье служащего. Русский. Окончил 9 классов средней школы. В 1939—1940 гг. руководил комсомолом и учил военному делу в посёлке Ижморский, затем работал на шахте в городе Анжеро-Судженск (в то время — территория Томского округа Новосибирской области). Занимался в аэроклубе.
В 1940 году призван в ряды Красной Армии. В 1941 году окончил Энгельскую военную авиационную школу. Член КПСС с 1942 года. В боях Великой Отечественной войны с 12 июня 1942 года.
05.07.1942 года, возвращаясь на свой аэродром после выполнения боевого задания, экипаж сержанта Иванова был атакован истребителем противника. Вступив в оборонительный воздушный, бой экипаж самолёта сержанта Иванова сбил истребитель. Сам попал под огонь зенитной артиллерии, на подбитом бомбардировщике СБ перетянул через линию фронта и приземлился на своём аэродроме. За период с 12.06.1942 года по 23.07.1942 года совершил 21 боевой вылет на уничтожение скопления танков, мотомехчастей и живой силы противника, за что 23.07.1042 года пилот 50-го Краснознаменного ближнебомбардировочного авиационного полка сержант Иванов представлен к награждению орденом Красного Знамени.
В ноябре 1942 года полк преобразован в разведывательный и переоснащён самолётами Пе-2. В 1943 году командир звена 50-го отельного разведывательного Краснознамённого авиационного полка 2-й воздушной армии старший лейтенант Иванов за период с 23.07.1942 года по 31 мая выполнил 106 боевых вылетов, из них на разведку — 83. За отличное выполнение боевого задания Командующим Воронежского фронта представлен к внеочередному званию — старший лейтенант, командованием полка назначен с должности лётчика на должность командира звена и представлен к ордену Отечественной войны 1-й степени.
19 августа 1944 года 50-й отдельный разведывательный Львовский Краснознамённый авиационный полк преобразован в 193-й отдельный гвардейский разведывательный Львовский Краснознамённый авиационный полк.
В сентябре 1944 года гвардии капитан Л. П. Иванов назначен на должность командира эскадрильи 193-го гвардейского отдельного разведывательного авиационного полка. К апрелю 1945 года совершил 305 боевых вылетов на Пе-2 и Яках. Сфотографировал около 11 тысяч квадратных километров площади обороны противника, разбросал 2,8 миллиона листовок, произвёл 11 штурмовок вражеских колонн, участвовал в 14 воздушных боях, сбил 1 самолёт противника.
Указом Президиума Верховного Совета СССР от 27 июня 1945 года за образцовое выполнение боевых заданий командования и проявленные при этом мужество и героизм гвардии капитану Иванову Леониду Петровичу присвоено звание Героя Советского Союза с вручением ордена Ленина (№ 50258) и медали «Золотая Звезда» (№ 7604).
В 1945 году окончил Высшие офицерские лётно-тактические курсы, в 1951 году — Военно-воздушную академию (Монино Московская область).
В период с 1955 по 1959 год проходил службу в 642-м гвардейском апиб в должности начальника разведки полка. Летал на самолётах Ил-10, МиГ-15, МиГ-17.
С 1959 года служил в должности начальника штаба 135-й гвардейской Дебреценской Краснознамённой авиационной дивизии истребителей-бомбардировщиков.
С 1961 года подполковник Л. П. Иванов — в запасе.
После выхода на пенсию проживал в Одессе. Скончался 26 сентября 1970 года. Похоронен в Одессе на Втором христианском (Городском) кладбище.

## Награды
- Медаль «Золотая Звезда» (27.06.1945);
- орден Ленина (27.06.1945)[5];
- орден Красного Знамени (13.09.1942)[1];
- орден Красного Знамени (07.02.1944)[6];
- орден Красного Знамени (12.05.1944)[7];
- орден Александра Невского (11.03.1945)[8];
- орден Отечественной войны 1-й степени (06.06.1943)[3];
- орден Красной Звезды;
- орден Красной Звезды;
- медали.